# معركة سافرا
معركة سفرا أو ساورا (بالصربية: Битка на Саурском пољу، «معركة على حقل ساورا») وقعت في 18 سبتمبر 1385م / 12 شعبان 787 هـ بين قوات الدولة العثمانية وقوة صغيرة من «زيتا» (اقطاعية تابعة للإمبراطورية الصربية)، في مزرعة ساورا قرب لوشنيه (حاليا جنوب ألبانيا). كان الجيش العثماني بقيادة خليل باشا الجاندرلي الكبير والقوات الصربية بقيادة "بالسا بالشيك" (Balša Balšić)، وانتهت بانتصار حاسم للعثمانيين.
في عام 1385، احتل بالسا بالشيك منطقة «دورازو» من حاكمها «كارل توبيا». وفي ميثاق صدر إلى دوبروفنيك في أبريل 1385، أطلق على نفسه لقب دوق دورازو. ولم يستمتع بجائزته طويلاً. ففي ذلك الصيف، اخترقت جماعة إغارة تركية للمرة الأولى ساحل البحر الأدرياتيكي والبحر الأيوني. وجمع بالسا ألف رجل في دورازو، متجاهلاً نصيحة حاشيته الأكثر خبرةً وعقلاً، انطلق لقتال الغزاة الأتراك. وكما هو متوقع، لم تحقق قواته الصغيرة نجاحًا كبيرًا وتم قتل بالسا.
وعلى ما يبدو، فقد مات شقيق ماركو المدعو إيفانس الذي كان يعيش وقتها مع البالسا في نفس المعركة. [بحاجة لمصدر] وبانتصار القوات العثمانية، اعترف العديد من القادة الألبان والصرب بالسيادة العثمانية.